# Bitwa o Jersey
Bitwa o Jersey – starcie zbrojne, które miało miejsce w roku 1781.
W 1779 Francuzi podjęli pierwszą próbę opanowania Jersey, ale bez powodzenia. Do ponownego ataku zgromadzili ok. 2000 żołnierzy pod dowództwem Philippe’a Charles’a-Felixa Macquarta, używającego tytułu barona de Rullecourt. Siły te wyruszyły z portów francuskich 26 grudnia 1780 roku, ale gwałtowny sztorm rozproszył statki, tak że wieczorem 5 stycznia de Rullecourt miał pod komendą ok. 1200 ludzi, gdy wylądował w zatoce Banc de Violet. Co najmniej jeden okręt korsarski i cztery jednostki transportowe rozbiły się na skałach, w następstwie czego ponad 200 ludzi utonęło.
Phillipp de Rullecuort pomaszerował na stolicę Saint Helier, którą opanował w nocy, biorąc do niewoli gubernatora-porucznika Jersey mjr. Mosesa Corbeta, który zdążył jednak wcześniej zaalarmować podległe sobie jednostki: 78., 83. i 95. pułk piechoty, oraz oddziały milicji. Napastnicy skłonili Corbeta do podpisania kapitulacji, oraz do wysłania nakazu złożenia broni jego zastępcy, mjr. Francisowi Peirsonowi, oraz komendantowi Elizabeth Castle, kpt. Mulcasterowi. Gubernator protestował, że jego rozkazy, jako jeńca, nie będą miały mocy prawnej, ale zgodził się na ich podpisanie wobec groźby spalenia miasta przez napastników.
Kapitanowie Mulcaster i Aylward, dowodzący Elizabeth Castle, odmówili kapitulacji i otwarłszy ogień, zmusili oddziały francuskie do odwrotu. Major Peirson także zignorował rozkaz gubernatora i zgromadził swoje oddziały, wraz z milicją Jersey, na wzgórzu koło miasta; na kolejne wezwanie do kapitulacji, odpowiedział żądaniem poddania się przez Francuzów, a gdy to nie nastąpiło, przypuścił szturm na miasto. Po krótkiej, ale zaciętej walce na głównym placu Saint Helier wojska de Rullecuorta zostały całkowicie pokonane, a on sam zginął. Niestety dla Brytyjczyków, zginął też mjr Peirson.
W osobnym starciu na Platte Rocque napastnicy zostali odparci przez pododdziały 83. pułku, którego dowódca, kpt. Campbell, przejął następnie komendę nad całością sił brytyjskich po śmierci Peirsona.
Straty francuskie wyniosły 78 zabitych i 64 rannych, brytyjskie odpowiednio – 23 i 68. Według sporządzonego zaraz po walce raportu gubernatora, straty brytyjskie były jeszcze niższe: 16 zabitych i 64 rannych. Obaj dowódcy, francuski i brytyjski zostali pochowani niedaleko siebie: Peirson w kościele parafialnym, gdzie mieszkańcy Jersey ufundowali mu pomnik, a de Rullecuort na przykościelnym cmentarzu. Gubernator Corbet był sądzony za kapitulację; został zwolniony ze stanowiska, ale pozwolono mu zachować pensję w wysokości 250 funtów rocznie.